# Xã Burr Oak, Quận Winneshiek, Iowa
Xã Burr Oak (tiếng Anh: Burr Oak Township) là một xã thuộc quận Winneshiek, tiểu bang Iowa, Hoa Kỳ. Năm 2010, dân số của xã này là 487 người.